# Leonid Pasiecznik
Leonid Iwanowicz Pasiecznik, pseudonim Magadan (ros. Леонид Иванович Пасечник; ur. 15 marca 1970) – oficer ukraińskich służb specjalnych, przywódca nieuznawanej międzynarodowo Ługańskiej Republiki Ludowej od 24 listopada 2017, od 2014 jej minister bezpieczeństwa wewnętrznego.

## Życiorys
Jego ojciec pracował w organach ścigania przez 26 lat. W 1975 rodzina przeniosła się z Ukrainy do Magadanu, gdzie ojciec pracował przy wydobywaniu złota. Ukończył Doniecką Szkołę Wojskowo-Polityczną i został funkcjonariuszem Służby Bezpieczeństwa Ukrainy (SBU). Doszedł w niej do stopnia podpułkownika. Zajmował się zwalczaniem kontrabandy i od 2010 do 2014 kierował placówką FSU w Kadijewce (wówczas Stachanowie). W sierpniu 2006 wykrył kontrabandę o wartości ponad 7 milionów rubli, za co w 2007 został odznaczony przez prezydenta Wiktora Juszczenkę.
W 2014 przyłączył się do prorosyjskich separatystów. 9 października 2014 został ministrem bezpieczeństwa wewnętrznego w rządzie Ługańskiej Republiki Ludowej. W związku z działalnością na szkodę Ukrainy wydano za nim list gończy.
21 listopada 2017 zamaskowani rebelianci zajęli strategiczne pozycje w Ługańsku, co miało najpewniej związek z dymisją podejrzewanego o szykowanie zamachu stanu ministra spraw wewnętrznych Igora Korneta i walką pomiędzy generałem FSB Siergiejem Biesiedą a socjotechnikiem Władisławem Surkowem. Pasiecznik jest widziany jako sojusznik Korneta. 3 dni później prezydent Igor Płotnicki oficjalnie – według zapewnień Pasiecznika – zrezygnował z przyczyn zdrowotnych i ran po zamachu z sierpnia 2016. Tego samego dnia jego tymczasowym następcą został Leonid Pasiecznik, który zdobył jednomyślne poparcie Rady Najwyższej ŁRL. Zapewnił, że będzie pełnił stanowisko do czasu przeprowadzenia wyborów w roku 2018. Utrzymał stanowisko po tych wyborach, uzyskując w nich 68,3% poparcia.